# إدوارد برونر (دبلوماسي)
إدوارد برونر هو دبلوماسي سويسري، ولد في 24 فبراير 1932 في إسطنبول في تركيا، وتوفي في 24 يونيو 2007 في كانتون فود في سويسرا.